# 中国式学位服
中國式學位服，由四方帽、流苏、袍等构成，通常表示其在學術方面所具備的一種資質。

## 中國大陸
中国式学位服出现在二十世纪20年代中期，或更早一些。随着改革开放和对外交流的发展，中国高等教育制度不断完善。1994年，中國國務院學位委員會發布《關於推薦使用學位服的通知》及其附件《學位服簡様》和《學位服著裝規範》，開始統一規範中國學位服：
學位服分校長（導師）服、博士服、碩士服和學士服四種，每套學位服由學位帽、流蘇、學位袍和垂布四部分組成：
- 學位帽
  - 方形黑色

- 流蘇：系掛在帽頂的帽結上，沿帽簷自然下垂。未授予學位前，流蘇垂在着裝人所戴學位帽右前側中部；學位授予儀式上，被授予學位后，由學位評定委員會主席（或校、院、所長）把流蘇從着裝人帽簷右前側移到左前側中部，并呈自然下垂狀。
  - 校長（導師）：黃色
  - 博士：紅色
  - 碩士：深藍色
  - 學士：黑色

- 學位袍
  - 校長（導師）：紅、黑色
  - 博士：黑、紅色
  - 碩士：藍、深藍色
  - 學士：黑色

- 垂布：由套頭和飾邊組成，垂布佩戴在學位袍外，套頭披在肩背處，鋪平過肩，扣絆扣在學位袍最上面戴紐釦上，三角兜自然垂在背後。
  - 套頭：三角兜型
  - 飾邊：
    - 文科：粉色
    - 理科：灰色
    - 工科：黃色
    - 農科：綠色
    - 醫科：白色
    - 軍事：紅色